# (466452) 2013 TF98
(466452) 2013 TF98 es un asteroide perteneciente al cinturón de asteroides, descubierto el 13 de abril de 2011 por el equipo Spacewatch desde el Observatorio Nacional de Kitt Peak (Arizona, Estados Unidos).